# 格雷斯利龙属
格雷斯利龙（属名：Gresslyosaurus，意为“阿曼兹·格雷斯利的蜥蜴”）是蜥脚形亚目板龙类恐龙的一个属，生存于晚三叠世的法国、德国、挪威、格陵兰及瑞士。

## 发现与命名
巨型格雷斯利龙（G. ingens）正模标本NMB BM 1、10、24、53、530-1、1521、1572-74、1576-78、1582、1584-85及1591由阿曼兹·格雷斯利于1840年左右在瑞士北部晚三叠世（诺利阶晚期至瑞替阶）特洛辛根组或诺伦梅格组发现，而正模标本更多部分则由未知收集者于1915至1942年间发现。巨型格雷斯利龙是由吕蒂迈尔（1857年）命名并描述。
普氏格雷斯利龙（G. plieningeri）最完整遗骸是于1982至1994年间在法国夏林斯泥岩组收集，而正模标本SMNS 80664——一组颅后骨骼——则是由普林宁杰于1847年从德国特洛辛根组收集。普氏格雷斯利龙是由Huene（1905年）命名并描述。
强壮格雷斯利龙（G. robustus）正模标本UT (GPIT) B是一组颅后骨骼，由奎恩施泰德于1879年从瑞士特洛辛根组收集。强壮格雷斯利龙是由休尼（1905年）命名并描述。
托氏格雷斯利龙（G. torgeri）正模标本HMN MB III是一组颅后骨骼，由耶克尔于1909或10年从德国特洛辛根组的一个板龙尸骨层中收集。托氏格雷斯利龙是由耶克尔（1911年）命名并描述。

## 分类
格雷斯利龙最初由吕蒂迈尔（1856年）根据瑞士北部晚三叠世（诺利阶晚期至瑞替阶）诺伦梅格组发现的颅后遗骸命名为“格氏慑龙”（"Dinosaurus gresslyi"），但由于此名是在一篇摘要中被描述，因此仍为无资格名称。鉴于“Dinosaurus”一名已被用于命名某种合弓纲，吕蒂迈尔（1857年）故将该材料正式描述为巨型格雷斯利龙。
莱德克（1888年）将格雷斯利龙列为镰齿龙的异名，但休尼（1908年）移除了归入镰齿龙（作者将其归入兽脚类）以及格雷斯利龙和板龙的蜥脚形亚目材料。
大量研究者（如斯蒂尔1970年）均认为该属有效，但加尔东（1976、1985及1986年）根据与德国板龙材料的比较将其视为板龙的异名。莫塞尔（2003年）发现格雷斯利龙与板龙并不代表同一个属，劳赫等人（2020年）则在施莱特海姆龙的描述中发现该属与格雷斯利龙间存在大量区别。

## 与格雷斯利的关系
奥斯瓦尔德·黑尔在其1865年著作《Die Urwelt der Schweiz》中指出，阿曼兹·格雷斯利在生命的最后几年里住进精神病院，且一直受到自己变成与自己同名的恐龙——格雷斯利龙的幻觉的折磨。